# Богорський зоологічний музей
Богорський зоологічний музей (англ. Bogor Zoology Museum) — музей, який знаходитися поряд з Богорським ботанічним садом в місті Богор, Індонезія. Музей і його лабораторія були засновані урядом Голландської Ост-Індії в 1894 році, за часів колоніального правління. Він містить одну з найбільших колекцій збережених зразків фауни Південно-Східної Азії.

## Історія
Богорський зоологічний музей був заснований доктором Джейкобом Крістіаном Кенігсбергом в серпні 1894 року, який спочатку був лише лабораторією в кутку Богорського ботанічного саду, (раніше відомий як Lands Plantentuin з нідерландської мови — Земельний ботанічний сад). Перша лабораторія була відома як Landbouw Zoologisch Laboratorium (з нідерландської мови, як Лабораторія Сільськогосподарської Зоології), яка спеціалізувалася на комах шкідниках рослин.
Натхненний своїм візитом на Шрі-Ланку в 1898 році доктор Кенігсберг почав збирати зразки видів тварин при асистуванні доктора Мелхіора Трейба. До кінця серпня 1901 року будівля, яка призначалась для зоологічного музею, була закінчена і надалі вона була відомою, як Zoologisch Museum and Wekplaats (що з нідерландської мови значить — Зоологічний музей і майстерня). У 1906 році музей і лабораторія були об'єднані і перейменовані в Zoologisch Museum en Laboratorium (що в перекладі з нідерландської — Зоологічний музей і лабораторія). Своєю нинішньою назвою музей став відомий після того, як Індонезія отримала незалежність у 1950 році.
У 1987 році установа, яка була відомою, як Zoologicum Bogoriense було перейменовано в Асоціацію наукового дослідження і розвитку зоології (Balai Penelitian dan Pengembangan Zoologi), яка знаходитися під контролем Pusat Penelitian dan pengembangan biologi (Puslitbang Biologi) (Інституту досліджень та розвитку біології). Колекція, якою музей володіє на сьогодні, була поміщена в ньому тільки в 1997 році за підтримки Світового банку та уряду Японії.

## Характеристика
Богорський зоологічний музей має площу 1500 квадратних метрів і містить одну з найбільших колекцій фауни в Азії. У приміщенні музею є 24 відділи та через крихкість деяких зразків температура в музеї підтримується на рівні 22 градусів Цельсія. Колекція музею включає також в себе зразки закам'янілих і збережених тварин:
- Комахи — 12,000 видів і 2,580,000 зразків.
- Ссавці — 650 видів і 30,000 зразків.
- Птахи — 1000 видів і 30,762 зразка.
- Рептилії та амфібії — 763 видів і 19,937 зразка.
- Молюски — 959 видів і 13,146 зразка.
- Безхребетні — 700 видів і 15,558 зразка.

У музеї також знаходиться скелет Balaenoptera Musculus (синього кита), який є найбільшим в своєму роді в Індонезії.